# پاول تیگرید
پاول تیگرید (چکی: Pavel Tigrid; ۲۷ اکتبر ۱۹۱۷ – ۳۱ اوت ۲۰۰۳) نویسنده، ناشر و سیاستمدار اهل کشور جمهوری چک بود. او را یکی از مهم‌ترین شخصیت‌های روزنامه‌نگاری تبعیدی چک می‌دانند.

## جوایز:
- وی برندهٔ جوایزی همچون لژیون دونور (شوالیه) شده‌است.